# Donald Linden
Donald Stacey "Don" Linden (Slough, Berkshire, 12 d'octubre de 1877 - Toronto, Canadà, 13 de març de 1964) va ser un atleta canadenc, d'origen anglès, que va competir a començaments del segle xx. Va destacar com a marxador i el 1906 va prendre part en els Jocs Intercalats d'Atenes, on va guanyar la medalla de plata en la competició dels 1500 metres marxa del programa d'atletisme.